# Amiralitetet
Amiralitetet syftar vanligen på högsta ledningen av ett lands flotta.
I Sverige kallades 1617–1634 högsta styrelsen av flottan amiralitetet, därefter eftersatt av amiralitetskollegiet. Det har senare använts om flottan som helhet eller om amiralerna inom flottan.
I England hette motsvarande myndighet Admiralty, i Danmark Admiralitetet.